# Еврейские погромы на Западной Украине (1941)

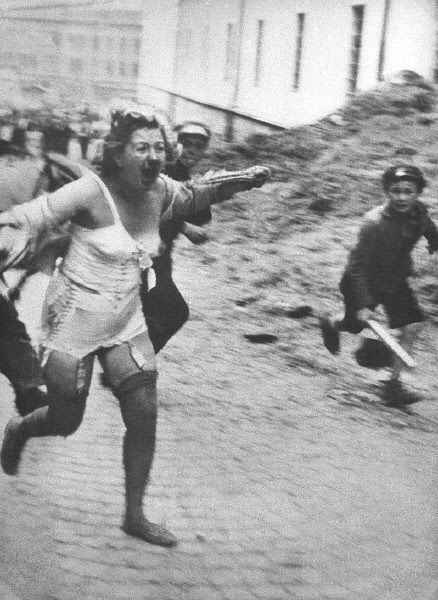
Еврейка, раздетая до нижнего белья, убегает от своих преследователей: парня в форме и подростка с палкой. Действие происходит возле тюрьмы на улице Замарстыновской, город Львов.

Еврейские погромы на Западной Украине — массовые акции насилия в отношении еврейского населения Восточной Галиции и Волыни, совершённые нацистскими оккупантами и местными жителями в начале Великой Отечественной войны.
Количество жертв июльских погромов на Западной Украине по разным подсчётам составляет от 12 до 28 тысяч евреев. Вторая Мировая война обернулась для евреев Западной Украины настоящей трагедией Холокоста. В Восточной Галиции, например, до начала войны проживало 600 000 евреев, пережило оккупацию не более 2 %. Вопрос отношения украинских националистов к евреям во время Второй мировой войны является до сих пор одним из самых спорных и политизированных. Мнения исследователей по этому вопросу расходятся кардинально от обвинения ОУН и УПА в массовом уничтожении евреев, до утверждений об отсутствии в ОУН антисемитизма и представления УПА в качестве спасителей евреев.

## Предыстория
Восточная Галиция и Западная Волынь были двумя многонациональными провинциями — сначала державы Габсбургов и России, затем, с 1921 по 1939 год, Польской Второй республики, а с сентября 1939 года — СССР. Кроме украинцев и евреев здесь жили поляки (в Львовской области поляков и украинцев было поровну, в Западной Волыни поляки были в явном меньшинстве), немцы, а также в небольших количествах армяне, чехи и др. С конца XIX века межнациональные отношения здесь стали особенно напряжёнными: шёл спор, кому именно принадлежат эти земли.
Во время Первой мировой войны в Галиции для украинского националистического движения «еврейского вопроса» в общественно-политическом смысле не существовало. В УСС и УГА служили евреи-солдаты и евреи-офицеры. В 1918 г. в УГА даже был создан отдельный еврейский курень. Будущий руководитель ОУН Евгений Коновалец выступал против требований антисемитов убрать евреев из УСС.
Но с ходом времени ситуация изменилась, и к 1930-м гг. еврейская проблематика заняла значительное место в идеологии ОУН. Толчком к ухудшению украинско-еврейских отношений послужило убийство в мае 1926 г. главы Директории Украинской Народной Республики (УНР) Симона Петлюры евреем Самуилом Шварцбурдом, которое он совершил в качестве мести за еврейские погромы, совершённые «петлюровцами». Убийство Петлюры и, что не менее важно, оправдательный вердикт, вынесенный его убийце парижским судом, осложнили и без того непростые украинско-еврейские отношения. Масло в огонь подлил тот факт, что во время процесса еврейская пресса выступила в защиту убийцы, поэтому вскоре на евреев стали возлагать коллективную ответственность за убийство Петлюры. Как выясниться позже, этот стереотип во время еврейских погромов 1941 г. стоил многим евреям жизни.
Однако в начале 30-х годов руководство ОУН пыталось дистанцироваться от aнтиеврейских aкций. В начале деятельности организации в число «оккупантов» в качестве врагов назывались «ляхи, москали и прочие захватчики». Хотя в националистических изданиях обличалась «жидокоммуна» Советской Украины, предпринимались и попытки отказаться от антисемитских стереотипов. Один из идеологов организации Николай Сциборский писал, что долг общественности «убедить евреев в том, что будущая украинская державa не представляет для них никакой опасности». Но вскоре положение стало меняться, оуновцы стали распространять листовки, в которых содержались призывы объявлять бойкот торговцам-евреям, увольнять работников евреев, поляков и других неукраинцев. В 1935—1936 годах члены ОУН проводили в ряде сёл акции, в ходе которой били стеклa и поджигали дома евреев.
После занятия советскими войсками осенью 1939 г. Западной Украины сформировавшийся ещё во время гражданской войны стереотип об СССР, как о «жидо-коммуне» и о засилье евреев в советских правоохранительных органах, в Галичине только укрепился. Его укреплению способствовала форсированная советизация региона. Многие лидеры и члены прежних «буржуазных» политических партий, культурные деятели арестовывались, тысячи реальных и мнимых врагов советской власти, социально чуждых и политически неблагонадёжных граждан высылались в Сибирь. Особое внимание советских органов привлекала деятельность ОУН — единственной политической организации межвоенной Польши, которой, пускай и в глубоком подполье, удалось сохраниться, и которая продолжала свою деятельность. По Западной Украине прокатилась война арестов членов ОУН. По свидетельствам самих оуновцев, в некоторых регионах им был нанесён ощутимый удар. Ответственность за это вновь возлагали на евреев. Процент евреев в органах устанавливаемой советской власти был несколько выше, чем их число в населении региона, однако этому есть своё объяснение: впервые местные евреи получили возможность, не испытывая никакой дискриминации, включиться в политическую жизнь страны. Но даже такая большая представленность евреев в советских органах была только относительна — евреи отнюдь не составляли основу политического советского аппарата в регионе. Существовавший среди украинских националистов и в украинском обществе вообще стереотип еврея-коммуниста укрепился и к началу Второй мировой войны достиг своего апогея, когда степень агрессивности, питаемой к «жидо-коммуне» украинскими националистами и нацистами мало, чем отличались. Тот факт, что евреи, также как и представители других народов Западной Украины, высылались в Сибирь, украинскими националистами просто «не замечался»..
Некоторые украинские националисты после присоединения Западной Украины к СССР прямо выражали недовольство тем, что в СССР «при власти стоят евреи». В селе Добротово Надворнянского повита два члена ОУН говорили населению, что «коммуна отберёт землю у всех богатых, а бедных потом заберут и отправят в Сибирь, что Красная Армия закроет все церкви, детей заберут в отдельные здания, а над украинцами коммуна поставит евреев с нагайками».
На ІІ Съезде ОУН-Б в 1941 г. была сформулирована позиция украинских националистов относительно евреев. В политических постановлениях съезда отмечалось, что «евреи в СССР являются наипреданнейшей опорой господствующего большевистского режима и авангардом московского империализма на Украине. Противоеврейские настроения украинских масс использует московско-большевистское правительство, чтобы отвернуть их внимание от действительной причины лиха и чтобы во время восстания („зриву“) направить их на погромы евреев. Организация украинских националистов борется против евреев как опоры московско-большевистского режима, осознавая в то же время, что Москва — главный враг» (п. 17).

## Ход погромов
К началу Великой Отечественной войны бандеровцы подошли с уже сложившимися стереотипами в отношении поляков, евреев, русских. Надо учитывать и тот факт, что ОУН на первоначальном этапе войны позиционировала себя как союзника гитлеровцев, поэтому антисемитская риторика просто обязана была быть особенно жёсткой. Советский строй бандеровцы отождествляли с «большевицко-еврейской диктатурой». В бандеровских листовках, распространяемых в начале войны, евреи недвусмысленно выступают в качестве народа-эксплуататора: «ссуды, налоги с колхоза, налоги с Вашего несчастного хозяйства, мясозаготовки, заготовки молока, яиц — всё несли Вы евреям, а дети ваши почти никогда не видели этого».
В то же время существует важное отличие украинского массового антисемитизма от немецкого. Немецкие документы сообщали, что на Украине был сильно распространён антисемитизм, но он имел преимущественно религиозный, а не расовый характер.
Вскоре после начала советско-германской войны начались первые еврейские погромы. В июне-июле 1941 г. они произошли (с большей или меньшей степенью жестокости) в 26 украинских городах Галиции и Волыни.
Погромы явились страшным бедствием для западноукраинских евреев. Количество жертв июльских погромов на Западной Украине по разным подсчётам составляет от 12 до 28 тысяч евреев. Айнзацгруппам в самом начале войны рекомендовалось инициировать антиеврейские погромы, но делать это незаметно. Однако в некоторых случаях уничтожение членами ОУН евреев началось ещё до прихода немцев.
Украинский историк Феликс Левитас утверждает, что простые граждане не поддались на немецкие провокации и не участвовали в погромах. Но это не так, и воспоминания выживших евреев однозначно свидетельствуют, что местное украинское население принимало активное участие в этих погромах. Степень ярости украинского населения по отношению к евреям будет невозможно понять без упоминания о действиях советской власти во время отступления. Перед уходом с Западной Украины сотрудники НКВД, не успевая эвакуировать, расстреляли несколько тысяч заключённых, включая подростков, во многих городах. Во Львове, например, было убито от 2,5 до 7 тысяч человек, среди расстрелянных был и брат будущего главнокомандующего УПА, и лидера ОУН-Б — Романа Шухевича. Как правило, погромы начинались уже после обнаружения трупов заключённых убитых энкаведистами, и в соответствии со сложившимся стереотипом еврея-коммуниста ответственность за эти действия были возложены на еврейскую общину целиком.

### Львовский погром
Одним из самых крупных погромов стал Львовский. Немцы вошли в город ранним утром 30 июня 1941 года. Украинские националисты тотчас же создали в городе свои органы власти, украинскую народную милицию и провозгласили создание Украинского государства. Ещё до взятия Львова немцами активисты ОУН захватили Львовскую радиостанцию. Через радиоэфир украинские националисты призывали уничтожать евреев. В 1939 году украинцы составляли всего лишь 16% населения города. Основную долю занимали поляки — 50 %, 32 % населения относились к евреям. Таким образом, до 1939 года городом правили поляки, со средины 1939 и до средины 1941 года — евреи. А с приходом немцев власть перешла к украинцам. Естественно, что построение власти по национальному принципу и быстрая её смена, уже невольно предполагала наличие межнациональных конфликтов. Спецслужбам Германии оставалось только поджечь факел и направить гнев масс в нужное русло.
Красная Армия отступала быстро, город не обороняла, и местное УНКВД не имея возможности эвакуировать заключённых, по приказу Наркома государственной безопасности Всеволода Меркулова №2445/М от 23 июня 1941 года, само решало, кого отправить на Восток, а кого расстрелять. 22-28 июня сотрудники НКВД погубили большинство заключённых. Тела вывозили грузовиками и хоронили в спецместах, которые сегодня постепенно открывают поисковики. Однако перед самым приходом немцев чекисты, спеша, закапывали убитых во дворах или бросали непогребёнными в подвалах тюрем. Уже 30 июня родственники многих убитых увидели горы трупов, а затем немцы согнали евреев на раскопки обнаруженных захоронений. Эксгумация расстрелянных в тюрьмах и допуск на опознание родственников погибших, в дальнейшем стало питательной средой погромов 1—2 июля в городе.
Согласно докладу эйнзацгруппы, после отхода советских войск во Львове местные жители согнали 1000 евреев в тюрьму НКВД, затем большую их часть убила украинская полиция, которая была организована ОУН, однако состояла не только из членов ОУН.

#### Роль батальона Нахтигаль и милиции ОУН
В центре исторических (и в связи с сильной политизированностью темы публицистических) дискуссий оказался даже не сам погром и та роль, которую играли в нём украинские националисты, а причастность к нему батальона «Нахтигаль». Это важно ещё и потому, что одним из его командиров был и упомянутый выше Роман Шухевич. То, что украинцы принимали в погроме самое активное участие, не подлежит сомнению. Частично антиеврейские погромы начиналась ещё до прибытия в город немцев.
Принимал ли участие в погроме батальон «Нахтигаль» — неизвестно. Немецкий историк Дитер Поль считает, что информация об участии членов батальона «Нахтигаль» в Львовском погроме, противоречива. Вероятно, солдаты 2-й роты батальона, принимали участие в расправе над евреями в тюрьме Бригидки. Однако не все учёные согласны с тем, что батальон участвовал в погроме. Ответу на вопрос, участвовал ли батальон «Нахтигаль» в уничтожении поляков и евреев во Львове, посвящена глава книги Ивана Патриляка. В ней он рассматривает как сами источники, касающиеся пребывания бойцов «Нахтигаля» во Львове, так и формирование советского историографического стереотипа об участии подразделения Дружин украинских националистов в уничтожении евреев и польских профессоров. После изучения источников украинский исследователь приходит к выводу, что, хотя в предвоенной идеологии ОУН содержались положения, призывающие к уничтожению евреев, имеющиеся в наличии источники не подтверждают версию о том, что члены «Дружины» участвовали в уничтожении евреев, он признаёт, что в уничтожении евреев принимали участие некоторые украинцы-члены полицейских формирований (но не батальона «Нахтигаль»). В еврейском погроме, по его мнению, участвовали только украинские деклассированные элементы («шумовиння»). «Нахтигаль» как организация, по его мнению, в антиеврейских акциях не был замешан, а убийство некоторыми бойцами батальона «Нахтигаль» евреев, учинённое через несколько дней в Винницкой области членами батальона, было совершенно «в состоянии аффекта» по просьбе населения и не было отражением политики ОУН по отношению к евреям.
Большое место в аргументации Патрыляка и других украинских историков для подтверждения тезиса, что «Нахтигаль» не причастен к уничтожению евреев и поляков во Львове, занимает утверждение, что показания свидетелей против «Нахтигаля», да и вообще сам интерес к этой теме, появились только после того, как у Советского Союза в 1959 г. возникла потребность «свалить» западногерманского политика Теодора Оберлендера. До этого ни на Нюрнбергском процессе, ни в «Акте чрезвычайной государственной комиссии по установлению и расследованию злодеяний немецкофашистских захватчиков», ни в советской историографии обвинения против бойцов «Нахтигаль» не присутствовали. До 1959 года обвинения в убийствах бойцам «Нахтигаля» советской стороной не выдвигались. В материалах «Чрезвычайной государственной комиссии» нет ничего не только о «Нахтигаль» и Оберлендере, но и практически ничего (за исключением нескольких свидетельств) не сообщается о Львовском погроме начала июля.
Но показания о причастности членов батальона «Нахтигаль» к расстрелу евреев были получены не только советским судом, которому была выгодна компрометация Оберлендера, но и судом ФРГ. Кроме того, пережившие Холокост еврейские свидетели погрома утверждали, что солдаты в немецкой форме, говорившие по-украински, участвовали в избиении евреев у тюрьмы «Бригидки». Участие солдат, говоривших по-украински, в погроме ещё не означает, что это были непременно члены батальона «Нахтигаль» — на немецкой службе состояло достаточное количество украинцев. Но они не составляли отдельного воинского подразделения, и маловероятно, что все эти украинцы на немецкой службе собрались у тюрьмы «Бригидки» (как это имело место 30 июня), поэтому правдоподобной выглядит версия, что среди «немецких» украинцев, участвовавших в погроме, всё-таки были бойцы «Нахтигаля».

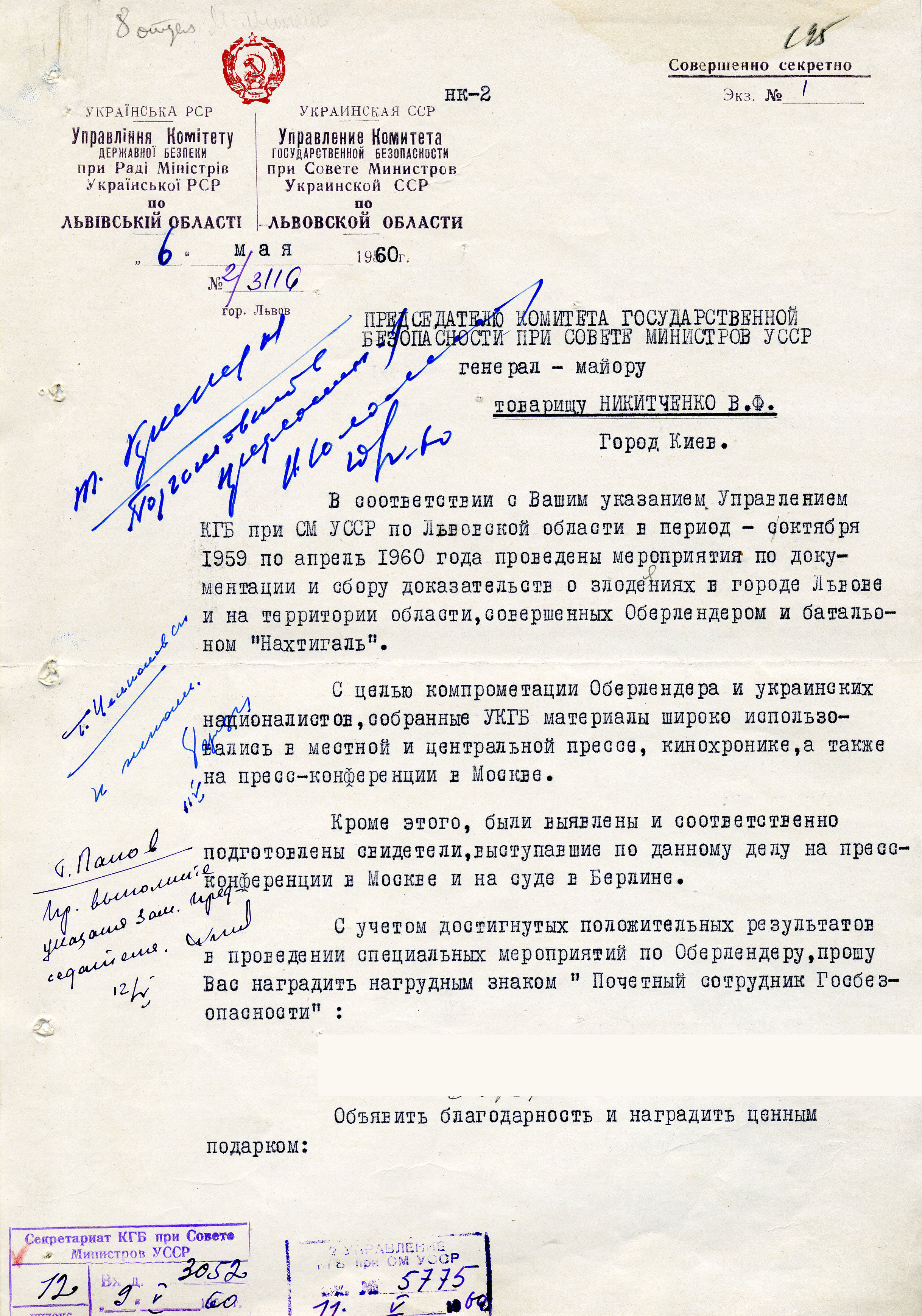
Документ КГБ о компрометации Теодора Оберлендера и батальона «Нахтигаль»

Однако между этими свидетельствами выживших евреев и советскими обвинениями в адрес батальона «Нахтигаль» имеются существенные различия: советская сторона в 1959 г. обвиняла батальон в том, что он последовательно выполнял карательные функции: сторожил еврейское население и советских военнопленных, производил расстрел евреев в подвале, участвовал в уничтожении польских профессоров и т. д.. При этом в советских обвинениях никак не фигурировали события у тюрьмы «Бригидки». В показаниях же выживших евреев в вину украинцам в немецкой форме (вероятно, членам батальона «Нахтигаль») ставилось в вину участие в погроме именно 30 июня у тюрьмы.

Еврейские женщина и девочка подвергаются издевательствам со стороны украинских погромщиков. Львов. 1 июля 1941

Можно предположить, что, по крайней мере, некоторые солдаты «Нахтигаля» были причастны к расстрелу евреев во Львове в начале июля 1941 г., но отсутствуют свидетельства того, что они выполняли приказ Провода, а не действовали по собственной инициативе. Вероятно, инициативой «снизу» без указаний руководства ОУН были и расстрелы в Виннице.
Если причастность солдат батальона «Нахтигаль» к погрому до сих пор является предметом ожесточённых споров, то с уверенностью можно сказать, что украинская милиция, созданная Иваном Равликом по поручению Ярослава Стецько, участвовала в погроме 30 июня — 1 июля. Имеющиеся данные, в том числе немецкие источники, проанализированные Дитером Полем опровергают мнение украинского историка Жанны Ковбы, что в погроме принимали участи только местные деклассированные элементы. Евреев насильно заставляли хоронить убитых НКВД украинцев. Это сопровождалось избиениями, а иногда и расстрелами евреев. По воспоминаниям самих львовян, украинские милиционеры (в полном соответствии с «Указаниями во время войны») задерживали евреев, бывших активистами при советской власти, и расстреливали. В то же время, по свидетельствам очевидцев, в погроме участвовали не только украинцы и УНМ, но также и поляки.
По крайней мере, после 2 июля инициатива расстрелов евреев исходила от немецкой стороны. 2 и 3 июля во Львове подразделения эйнзацгруппы Отто Раша совместно с созданной до этого украинской милицией, которую на тот момент возглавлял один из лидеров ОУН-Б Евгений Врецьона, впоследствии член УГВР, расстреляли около 3 тысяч евреев в качестве «ответа» за уничтожение украинских заключённых. УНМ со 2 июля была включена в систему немецкой администрации и подчинялась СС.
Некоторые украинские историки, доказывая непричастность бойцов батальона «Нахтигаль» и представителей украинских националистов вообще к львовскому погрому, ссылаются на «уникальные документы», так называемый документ «к книге фактов» («до книги фактів»), который, по их мнению, доказывает непричастность украинских националистов к погрому. Документ, найденный у неизвестного убитого члена националистического подполья, согласно заявлению работников архива Службы Безопасности Украины (СБУ) представляет собой хронику событий с 22 июня по сентябрь 1941 г. В нём, помимо прочего, сообщается об обращении гестапо к «украинским кругам» с просьбой организовать 3-х дневный еврейский погром. Однако руководство ОУН расценило это обращение как провокацию, рассчитанную на то, чтобы скомпрометировать украинское движение и затем под предлогом наведения порядка укротить его. В этой версии, ОУН отказалась от еврейских погромов не из-за любви к евреям, а для того, чтобы не дать немцам лишнего повода остановить деятельность организации.
Но имели ли место события, описанные в «книге фактов», на самом деле, было ли обращение немецкой стороны к украинским националистам, и отказали ли бандеровцы гестапо в проведении еврейского погрома — неизвестно. Действительно, известно, что в некоторых случаях ОУН на местах выступала против погромов (как было, например, в Коломые). При этом все остальные данные и логика развития событий свидетельствуют против подлинности версии оуновской стороны. Во-первых, выглядит странной дата обращения немцев к украинским националистам с просьбой о погроме (4-7 июля 1941 г.). К этому времени во Львове уже произошёл погром, в котором активно участвовала сформированная ОУН-Б украинская милиция. Против того, что ОУН действительно отвергла просьбу немецкой стороны, свидетельствуют листовки, призывающие уничтожать евреев, которые распространялись Иваном Климовым-«Легендой» с 30 июня 1941 г. Дальнейшее развитие событий также опровергает версию о непричастности ОУН-Б к погромам. Вскоре после «обращения» гестапо, 25-27 июля, состоятся «дни Петлюры» (о них речь пойдёт ниже), во время которых украинская милиция также принимала участие в арестах и убийствах еврейского населения. Утверждение авторов документа, что «только благодаря решительному поведению кадров ОУН» на Западной Украине после отступления большевиков дело не дошло до погромов, не соответствует действительности — после ухода РККА погромы произошли во многих населённых пунктах Западной Украины, а отношение ОУН к ним, было, как правило, благоприятным. Вероятно, документ создавался много позже описываемых событий с целью «обелить» политику ОУН в начале войны. Действительно, известно, что после ІІІ Съезда и формальной демократизации ОУН в октябре 1943 г. в некоторых местах было приказано опровергать информацию об участии украинской полиции в убийстве евреев, а вину возлагать на немцев и поляков.
Произошедший в начале июля 1941 г. погром не был последним для евреев Львова. 25-27 июля во Львове отмечалась годовщина убийства Симона Петлюры, застреленного евреем Самуилом Шварцбардом. Немцы разрешили украинской полиции убить несколько евреев в качестве мести. В «дни Петлюры» немцы совместно с украинской полицией убивали евреев. Часть евреев была вывезена на расстрел в лес, часть была расстреляна на Яновской улице. Кроме того, украинская полиция, по воспоминаниям Г. Менделя, собирала евреев в участках и избивала их. Украинский историк Феликс Левитас сообщает о более чем 1500 погибших евреев.
Весьма любопытные сведения о «днях Петлюры» сообщает в своей записке-воспоминаниях переживший Холокост еврей Шнефельд. Согласно ему, «бело-украинцы» (то есть украинская полиция) устроила облаву на евреев. Их было поймано около 5 тысяч человек. За их жизни немцы назначили юденрату выкуп в 20 млн рублей. Еврейская община выплатила контрибуцию, но заложников назад так и не получила.
Взимание выкупа за еврейских заложников с последующим их расстрелом было распространённым приёмом немецкой политики. Подобные «выкупы» собирались летом 1941 г. во многих городах Западной Украины, например, в Тернополе, Здолбунове, Новом Вишневеце. Вероятно, типологически «дни Петлюры» были ближе к событиям этого типа, чем к погромам, происходившим в городах Западной Украины с началом войны. Случай с еврейскими заложниками показывает, что «дни Петлюры» были хорошо подготовленной немецкой провокацией, с помощью которой они хотели решить свои задачи. Инициатива «дней», скорее всего, исходила именно от немецкой администрации, а не от украинской стороны. Роль украинской полиции сводилась к поимке, сбору евреев и их расстрелам. То, что инициатива погрома исходила от германской стороны, вовсе не снимает с украинских националистов вины за случившееся, так как украинские националисты из-за своего негативного отношения к евреям на неё с лёгкостью поддались. Отличительной чертой «дней Петлюры», стала низкая степень участия в них гражданского населения. Прилюдные издевательства, вроде подметания улиц или рытья могил, практиковавшиеся во время погрома в начале июля, теперь отсутствовали.

### Другие города
Еврейские погромы происходили не только во Львове. Одним из самых кровопролитных погромов стал Золочевский. В осуществлении погрома участвовали и украинские националисты. В нём погибло около 4 тысяч евреев.
1 июля немцы заняли город. В тот же день в тюрьме, расположенной в Золочевском замке, были обнаружены трупы убитых людей — сотрудники НКВД перед отступлением, не успевая эвакуировать заключённых и не желая оставлять потенциально опасный элемент врагу, без суда уничтожили сотни заключённых Золочевской тюрьмы. Однако, вопреки расхожему мнению, что еврейские погромы в городах Западной Украины были напрямую связаны с обнаружением жертв НКВД, 1 июля никакого стихийного погрома не было. 2 июля немцами было расстреляно несколько евреев. Тогда же немецким командованием Михаил Цегельский был назначен комендантом украинской полиции. По его приказу были расстреляны все комсомольцы.
Согласно свидетельским показаниям Я. И. Тайхмана, в ночь на 3 июля глава созданного после прихода немцев Украинского Национального Комитета (УНК) г. Золочева Антоняк и его заместитель доктор городской больницы Гелевич провели совещание с созданной вскоре после прихода немцев украинской «тридцаткой» и объявили, что они подписали от имени украинцев Золочева требование к немецким властям организовать погром в городе. Немцы не препятствовали этому начинанию, поскольку хотели, чтобы сами украинцы устроили погром. Согласно другому свидетельству, немецкие власти обратились к Антоняку с просьбой организовать погром от имени украинцев, что и было сделано.
Утром 3 июля украинская милиция-«тридцатка», а также солдаты СС, ведомые украинской милицией, стали ходить по квартирам и выгонять евреев из домов и укрытий под предлогом отправления на принудительные работы, попутно их грабя. Члены «тридцатки» сами арестовывали евреев и доставляли к месту расстрела. Евреев сгоняли к Золочевской тюрьме, заставляли копать могилы для жертв расстрелов в Золочевской тюрьме. При этом лопат евреям не выдавали, и им приходилось копать руками. Процесс раскопок сопровождался избиением евреев палками. По воспоминаниям выживших в погроме евреев 3 июля у Золочевской тюрьмы было собрано 4000 евреев. В числе согнанных были и женщины, и дети, и старики. Позже 700 евреев из этих 4000 по неизвестным причинам было отпущено, примерно 3000 мужчин и 300 женщин было расстреляно. Среди расстрелянных были также и дети.
Спорным вопросом является роль оуновцев в убийствах евреев. В своих воспоминаниях житель Золочева, член ОУН С. Петельныцкий признаётся, что он и его друзья не испытывали во время погрома жалости к евреям, но отрицает, что ОУН и украинское население в целом принимали участие в расстрелах евреев. Точно известно, что некоторые члены «тридцатки» лично участвовали в уличных убийствах евреев. Причём не только в уличных убийствах, но и расстрелах евреев у тюрьмы. Помимо показаний свидетелей об участии украинских националистов и украинской милиции в расстрелах свидетельствуют и немецкие документы.
Золочевский погром явился одним из самых крупных на Западной Украине по числу жертв. Практически все свидетели указывают, что 3 июля у замка было расстреляно около 3000 — 3200 евреев. Скорее всего число евреев, которое должно было подвергнуто расстрелу, было фиксировано и сообщено еврейскому населению немецкими властями. Однако, как уже указывалось, погром не закончился 3 июля и продолжался ещё несколько дней. 4 июля расстрелы у замка продолжились. В них также принимали участие члены «тридцатки». 5 июля на базарной площади было убито 250—300 человек. В тот же день проводились расстрелы на Лубочной улице. Расстрелы проводились и у кладбища, где было расстреляно более 100 человек. Инициатором расстрелов у кладбища был член «тридцатки» Серба. 7 июля 30 советских активистов было расстреляно у тюрьмы. Погром коснулся и близлежащего села Струтын, где также были организованы облавы на евреев.
В советской историографии утверждалось, что в Золочевском погроме также принимали участие бойцы батальона «Нахтигаль», однако документальные подтверждения этих обвинений отсутствуют.
Ещё одним массовым погромом стал Тернопольский. В нём погибло до 5 тысяч евреев. Украинские националисты участвовали в нём в составе украинской милиции, исполнявшей указания немецких властей. Здесь как и в случае с Львовом и Золочевым, поводом для погрома стали расстрелы заключённых сотрудниками НКВД, которые проводились перед отступлением из города. 2 июля Тернополь был занят немцами. 3 июля 1941 г. члены ОУН-Б организовали в Тернополе митинг, на котором было объявлено о создании украинского государства и праздновании освобождения немцами от «жидобольшевизма». Первые нападения на евреев начались 3 июля, но погром усилился со следующего дня. 4 июля 1941 года в город прибыла Айнцазгруппа С, под руководством Отто Раша. Согласно её собственному данным, она расстреляла 127 евреев (в основном из интеллигенции). Убийства осуществляли также солдаты дивизии СС «Викинг». Около 100 евреев были сожжены ими в синагоге.
Погромы происходили и в меньших населённых пунктах. 6 июля 1941 г. произошёл погром в Скалате. Погром произошёл после антиеврейской петиции от имени местного населения, которая была подана местным священником. Украинская милиция принимала непосредственное участие в этом погроме. Милицией после различного рода издевательств было уничтожено около 450 евреев. Погром произошёл также в соседних селениях Гримайлов и Хмелиска. В последнем селе односельчанами было уничтожено около 30 евреев, в Грымайлове украинцами было убито около 500. В погроме активное участие принимали украинские националисты, которыми за день до вступления немцев в Гримайлов и начала погрома был создан «Украинский комитет», члены которого принимали активное участие в проведении погрома.
Согласно свидетельским показаниям, данным свидетелями для ЧГК, украинские националисты участвовали и в организации еврейского погрома 3-4 июля 1941 г. в городе Борислав.
Несколько евреев, включая женщин и детей (всего до 80 человек), было уничтожено боевиками ОУН 7-8 июля 1941 г. в районе села Косув Тернопольской области.
В Хоросткове, уже через некоторое время после немецкой оккупации города, была предпринята попытка еврейского погрома со стороны украинской общественности и милиции, однако она была пресечена немецкой администрацией. В селе Могильницы член ОУН Козловский, служивший в созданной ОУН украинской милиции, в июле 1941 г. арестовал и убил три еврейские семьи, состоящие из 18 человек, начиная от детей с 6 месяцев и заканчивая стариками. В Копычинцах украинская милиция участвовала в депортации евреев в трудовые лагеря. В Бережанах в погроме участвовала украинская полиция, и местное население из окрестных сёл. В Подгайцах 13 июля ОУН была организована антиеврейская демонстрация, после которой начался грабёж еврейской собственности. В Жовкве украинская милиция участвовала в истязаниях евреев, нарушавших немецкое предписание о ношении звезды Давида.
Еврейские погромы организовывались в сёлах ОУН и на Волыни. В Костополе после отхода советских войск 6 евреев было убито националистами по подозрению в сотрудничестве с Советами. В селе Козин Ровенской области после ухода советской власти украинскими националистами была создана местная власть. Её возглавил украинский националист В. В. Дзьоба. Главой местной полиции стал Олесков. Также был создан суд. Суд передал в руки немцев советских активистов и комсомольцев. Украинский националист Клечук лично их сдал в полицию. Впоследствии они были расстреляны. По доносу одного из сельских лидеров ОУН Ф. Мацкевича о том, что, якобы, 3-х советских лётчиков прятали евреи, немцы пришли на еврейскую улицу и стали избивать евреев. Вероятно, тогда же и состоялся первый расстрел евреев села.
Участие украинских националистов в погромах не ограничилось только немецкой зоной оккупации. В зоне оккупации Венгрии венгерские войска в нескольких случаях спасали еврейское население от погромов местными украинцами. В Городенке оуновская организация «Сечь» была распущена венграми. Венгерскими войсками были подавлены начавшиеся погромы в Мельнице-Подольской, Станиславе, окрестностях Лавочного. В последнем случае погром был спровоцирован призывами местного украинского священника. В Мельнице-Подольской созданной после отхода советских войск украинской полицией евреям было приказано эксгумировать тела 12 убитых НКВД заключённых. Город балансировал на грани погрома, но из-за вмешательства религиозных общин погрома удалось избежать. Окончательно ситуация нормализовалась после прихода венгерских войск.
Еврейский погром состоялся также в Надворной. Евреев украинские националисты обвиняли в том, что они убили заключённых тюрем. В погроме погибли десятки евреев. В Рожнятове украинская милиция начала издевательства над евреями до прибытия венгерских войск. После прихода венгров начался активный поиск евреев-коммунистов. В Озерянах только вмешательство венгерских войск предотвратило расстрел нескольких евреев украинскими националистами.
После отхода советских войск и до прихода немецких двухдневный еврейский погром произошёл в Коломыи. По воспоминаниям выживших евреев украинцы согнали евреев к монументу Ленину и после мучений приготовили к расстрелу, только приход главы города Алинкевича спас евреев. После погрома в Коломые ОУН призывала в своей прессе народ не поддаваться на московские и польские провокации и не совершать еврейские погромы, компрометирующие «украинское государствотворческое движение». Одновременно евреев обвиняли в том, что они стоят в «авангарде московского большевизма» и «англо-американских паразитов-плутократов».
В некоторых городах (например, Болехове) во время погрома уничтожались в первую очередь евреи-«коллаборационисты», сотрудничавшие с советской властью, коммунисты, комсомольцы и т. д. Погром здесь, как и во многих других городах венгерской оккупации, с приходом войск был остановлен, но к тому времени уже погибло более десятка людей.
Однако не везде приход оккупантов «спасал» евреев. Например, в Отынии украинские националисты во главе с Е. Иванцивом после ухода венгров и до прихода немцев ночью 5 августа расстреляли советских работников-евреев и комсомольцев вместе с семьями — 45 человек.
В Чудневе Житомирской области украинская милиция вместе с фольксдойче по указанию немецких властей расправилась с около 800 евреями.
В Проскурове украинские националисты «по просьбе села» сделали «маленькую чистку жидо-коммуны». И после некоторые крестьяне жаловались, что «почистили мало».

## Итоги
Еврейские погромы, прокатившиеся по Западной Украине в первые дни Великой Отечественной войны, отличались большим разнообразием — в некоторых местах погромы возникали до прихода оккупационных войск, в других случаях погромы происходили после. Иногда инициатива погрома исходила от немецкой стороны. Некоторые погромы организовывались украинской народной милицией подконтрольной ОУН, другие были начаты местным сельским населением после погромнических речей местных священников. Наиболее крупные погромы произошли в городах, где с приходом немцев были обнаружены убитые украинские заключённые, но погромы происходили и там, где подобных захоронений не было. Часто погромы начинались до прихода войск стран «Оси», и этот факт опровергает версию некоторых украинских исследователей о том, что погромы были целиком инициированы немецкой стороной. Действительно, немцы старались использовать антисемитизм местного населения, провоцируя погромы и представляя дело так, будто бы помогают местному населению в борьбе с евреями. Но уничтожение части евреев, являвшихся сторонниками советской власти, и расправа над «спекулянтами» и так входило в планы ОУН, а расстрел украинских заключённых в тюрьмах стал катализатором ненависти украинского населения к евреям, которую умело использовали немцы. На данном этапе цели немцев и украинских националистов совпали. Их объединял общий стереотип «жидо-коммуны», убеждение в коллективной ответственности евреев за грехи коммунизма.
Антисемитизм сохранился у украинских националистов и после того, как погромы закончились. После их окончания украинская милиция в городах Западной Украины следила за исполнением немецких предписаний относительно евреев.